# همفري ديفي
السير همفري ديفي (بالإنجليزية: Humphry Davy)‏ (17 ديسمبر/كانون الأول 1778 – 29 مايو/أيار 1829) كيميائي إنجليزي ومكتشف الصوديوم والبوتاسيوم. كان رئيسًا للجمعية الملكية بين عامي 1820 و1827.

## حياته
ولد ديفي في مدينة بنزانس بمقاطعة كورنول بإنجلترا في 17 ديسمبر/كانون الأول من عام 1778، تابع دراسته في بيزانس، وحينما مات والده باعت أمه المزرعة التي كانوا يملكونها والده وفتحت مشغلاً للقبعات النسائية، لكن أوضاع العائلة المادية بقيت رديئة. فقررت والدة ديفي إرسال ابنها البكر همفري للعمل والدراسة عند صيدلي معروف في بيزانس اسمه ج.بورليز.
انكب همفري على قراءة الكتب التي كانت موجودة في الصيدلية والعمل في مختبرها، فطارت شهرته إلى خارج مدينة بينزاس. فحضر العالم الشهير توماس بيدويس إلى الصيدلية وطلب من همفري الانتقال إلى كليفتون ليعمل معه في معهد الغازيات، ولم يمضِ عليه زمن طويل حتى أكَّد أن الغاز الاكسيد النيتروني (N2O) خالٍ من أي تسمم لجسم الإنسان كما كان مقرّراً من قبل العلماء. في كليفتون درس همفري تأثير التيار الكهربائي على الأجسام الكيميائية. في عام 1801 انتقل إلى لندن وعمل كأستاذ مساعد في «معهد تطوير العلم ونشر المعرفة» ثم رقي إلى رتبة أستاذ، فطارت شهرته وخاصة في إلقاء المحاضرات. وفي سنة 1802م، صار أستاذ الكيمياء بالمعهد الملكي بلندن. وأثناء وجوده هناك، وقع اختياره على الكيميائي والفيزيائي الإنجليزي مايكل فارادي ليكون معاونًا له. وفي عام 1812م، مُنح ديفي لقب سير، وانتُخب رئيسًا للجمعية الملكية عام 1820م.
اشتهر هامفري دايفي بعد أن اخترع مصباح الأمان لعمال المناجم في انكلترا في عام 1815، والذي كان له أثر كبير في تقليل مخاطر انفجارات مناجم الفحم. أجرى دايفي تجاربه في استخدام أكسيد النتروز المخدر وهو في العشرين من عمره، وهو ما يعرف بالغاز المضحك، ولما بلغ التاسعة والعشرين، صار أول شخص تمكن من فصل عنصري الصوديوم والبوتاسيوم. وقد فعل هذا بتمرير تيار كهربائي على مصهورات هاليدات هذه العناصر. وكان أول من فصل الباريوم والكالسيوم والمغنسيوم والسترونتيوم.

## أهم إنجازاته
- وضع عدة أبحاث حول استخراج المعادن وتصنيعها ومعالجة الجلود وصناعة الأسمدة، واهتم أخيراً بالأبحاث الزراعية.
- اكتشف الصوديوم والبوتاسيوم ومنحه نابليون ميدالية ذهبية.
- نشر كتاباً في مجال الحل الكهربائي في كتابه: «عناصر الفلسفة الكيميائية» (Elements of Chimical Philosophy) كما نشر في كتابه عام 1912 وكان يحمل اسم «عناصر الكيمياء الزراعية». وفي نهاية السنة منح أعلى وسام إنكليزي وحصل على لقب لورد وتزوج من أرملة ثرية وخلال شهر العسل الذي دام 18 شهراً اصطحب معه مختبراً ومساعده مايكل فارادي.
- اكتشف في عام 1816-1817 مصباح للأمان يصلح للاستخدام في المناجم دون أن يحرق غاز المناجم، فلاقى اكتشافه هذا رواجاً وتقديراً عظيمين. منح على أساسه وسام رومفورد وانتخب عام 1820 رئيساً للجمعية العلمية الملكية وعضو شرف في أكاديمية العلوم.

## إصابته ووفاته
إن التجارب التي كان يقوم بها عرضته للخطر كثيرا، ومن خلال اكتشافه للصوديوم أودت بعينه اليمنى إثر انفجار حدث له في المختبر من جراء الصوديوم. وقطع إصبعين له وفي الأيام الأخيرة لحياته لم تساعده صحته كثيراً فمرض باكراً وحاول أن يعالج نفسه بنفسه إلى أن توفي عام 1829.